# Everest (nouvelle)
Everest (titre original : Everest) est une nouvelle de science-fiction d'Isaac Asimov parue aux États-Unis en décembre 1953 dans la revue Universe et publiée en France dans le recueil Flûte, flûte et flûtes !.

## Résumé
On n'a pas encore atteint le sommet de l'Everest, mais on y a aperçu des êtres vivants. Jimmy Robbons décide, pour éclaircir ce mystère, de se faire parachuter sur la cime. Une tempête l'y surprend; pourtant il est encore vivant quand l'avion revient quinze jours plus tard. À l'hôpital, il explique au narrateur que les créatures l'ont trouvé et aidé à survivre. Elles sont intelligentes, télépathes, et s'inquiètent des folies de l'humanité. Mais qui sont-elles, demande le narrateur? Jimmy répond que pour vivre dans de telles conditions, ce sont évidemment des Martiens.

## Autour du roman
Isaac Asimov explique avec humour qu'il espérait que l'Everest ne serait pas encore conquis au moment de la publication de sa nouvelle. Ce fut le cas en mai, alors que l'histoire ne sortit qu'en décembre.